# (13793) Laubernasconi
(13793) Laubernasconi ist ein Asteroid des Hauptgürtels, der am 11. November 1998 von Astronomen der OCA-DLR Asteroid Survey am Observatoire de Calern (IAU-Code 010) nördlich der Stadt Grasse entdeckt wurde.
Der Asteroid wurde am 26. Juli 2000 nach dem französischen Amateurastronomen Laurent Bernasconi (* 1966) benannt, der neben seiner langjährigen Zusammenarbeit mit dem Pises-Observatorium zahlreiche automatische Steuersysteme für Teleskope konstruierte.